# St. Leon (Indiana)
St. Leon is een plaats (town) in de Amerikaanse staat Indiana, en valt bestuurlijk gezien onder Dearborn County.

## Demografie
Bij de volkstelling in 2000 werd het aantal inwoners vastgesteld op 387.

## Geografie
Volgens het United States Census Bureau beslaat de plaats een oppervlakte van
18,5 km², geheel bestaande uit land.

## Plaatsen in de nabije omgeving
De onderstaande figuur toont nabijgelegen plaatsen in een straal van 16 km rond St. Leon.